# 高永ひなこ
高永 ひなこ（たかなが ひなこ、9月16日 - ）は、日本の漫画家、イラストレーター。

## 人物
9月16日生まれ、愛知県出身、O型。主にボーイズラブ作品を手掛けている。『花丸漫画』（白泉社）にてデビュー。1996年、初の単行本『合格祈願』が発売。代表作は『GUSH』（海王社）2004年から連載開始された『恋する暴君』、シリーズ累計発行部数230万部を超える（2021年11月時点）、ドラマCD化や、OVA化DVDなどのメディアミックスがなされた。また『ターニングポイント』、『不器用なサイレント』、『きみが恋に溺れる』など、ドラマCD化された作品もある。「ANAGURANZ」というサークル名で同人活動も行っている。
影響を受けた漫画作品は『あしたのジョー』（高森朝雄作・ちばてつや画）。好きな漫画家に萩尾望都、浦沢直樹、清水玲子、大友克洋、佐々木淳子などを挙げている。好きなイラストレーターに村田蓮爾、天野喜孝を挙げている。

## 作品リスト

### 漫画
- 合格祈願（白泉社、1996年11月25日発売、全1巻、ISBN 978-4-592-20321-6）[7]
  - チャレンジャーズ（英語版）（白泉社、全2巻）-『合格祈願』続編。
    - チャレンジャーズ 1（1997年11月25日発売、ISBN 978-4-592-20411-4）[7]
    - チャレンジャーズ 2（1998年11月25日発売、ISBN 978-4-592-20420-6）[7]
      - チャレンジャーズ（海王社、全4巻）- 再版と続編。
        - チャレンジャーズ 1［新装版］（2004年3月8日発売、ISBN 978-4-87724-337-1）-『合格祈願』で新装版『チャレンジャーズ』1巻として再発行[7][8]。
        - チャレンジャーズ 2［新装版］（2004年4月7日発売、ISBN 978-4-87724-344-9）-『チャレンジャーズ』1卷で新装版2巻として再発行[7][9]。
        - チャレンジャーズ 3［新装版］（2004年5月6日発売、ISBN 978-4-87724-351-7）-『チャレンジャーズ』2卷で新装版3巻として再発行[7][10]。
        - チャレンジャーズ 4（2004年6月7日発売、ISBN 978-4-87724-354-8）[11]
- リトル・バタフライ（英語版）（桜桃書房、2001年12月10日発売、全1巻、ISBN 978-4-7567-1453-4）[7][12]
  - リトル・バタフライ（海王社、全3巻）- 再版と続編。
    - リトル・バタフライ 1［新装版］（2004年1月7日発売、ISBN 978-4-87724-335-7）-『リトル・バタフライ』で新装版１巻として再発行[7][13]。
    - リトル・バタフライ 2（2004年1月7日発売、ISBN 978-4-87724-336-4）[14]
    - リトル・バタフライ 3（2004年2月6日発売、ISBN 978-4-87724-339-5）[15]
- 勉強しなさい！（桜桃書房、2002年2月23日発売、全1巻、ISBN 978-4-7567-1466-4）[7]
  - 勉強しなさい！［新装版］（角川書店、2010年3月29日発売、全1巻、ISBN 978-4-04-854447-4）[16]
- LOVE ROUND!!（フロンティアワークス、2003年9月22日発売、全1巻、ISBN 978-4-86134-001-7）[17]
- デキる男が好きなんだ！（角川書店、2004年1月29日発売、全1巻、ISBN 978-4-04-853716-2）[18]
- CROQUIS クロッキー（幻冬舎、2004年7月24日発売、全1巻、ISBN 978-4-344-80429-6）[19]
- 恋する暴君（海王社、既刊12巻、連載中）
  - 恋する暴君 1（2005年2月7日発売、ISBN 978-4-87724-398-2）[20]
  - 恋する暴君 2（2005年11月7日発売、ISBN 978-4-87724-430-9）[21]
  - 恋する暴君 3（2006年12月9日発売、ISBN 978-4-87724-483-5）[22]
  - 恋する暴君 4（2008年4月10日発売、ISBN 978-4-87724-844-4）[23]
  - 恋する暴君 5（2009年6月10日発売、ISBN 978-4-87724-129-2）[24]
  - 恋する暴君 6（2010年7月20日発売、ISBN 978-4-87724-197-1）[25]
    - 恋する暴君 6［限定版］（2010年7月20日発売、ISBN 978-4-87724-198-8）[26]

  - 恋する暴君 7（2011年11月10日発売、ISBN 978-4-7964-0245-3）[27]
  - 恋する暴君 8（2012年2月10日発売、ISBN 978-4-7964-0276-7）[28]
  - 恋する暴君 9（2014年4月10日発売、ISBN 978-4-7964-0553-9）[29]
  - 恋する暴君 10（2016年4月9日発売、ISBN 978-4-7964-0852-3）[30]
  - 恋する暴君 11（2018年4月10日発売、ISBN 978-4-7964-1138-7）[31]
  - 恋する暴君 12（2020年2月10日発売、ISBN 978-4-7964-1348-0）[32]
  - 恋する暴君 13（2021年11月10日発売、ISBN 978-4-7964-1482-1）[33]
    - 恋する暴君ファンブック（2014年8月9日発売、ISBN 978-4-7964-0578-2）- 『恋する暴君』連載10周年記念ファンブック[34]。
      - 暴君ファンブック描き下ろし漫画2話3話の間に何があったか詳しくお伝えする本（電子書籍、2018年9月10日配信）- 『恋する暴君』連載10周年を記念して2014年8月9日に発売された『恋する暴君ファンブック』の為に描き下ろした漫画の2話と3話の間のお話[35]。
        - ある日、森の中。（海王社、電子書籍、全5巻（総集編+5～8巻））-『恋する暴君』パラレル番外編。本来は高永ひなこが2005年から「ANAGURANZ」というサークル名で発表した同人誌である、2016年に海王社から電子書籍として発売されている[36][37]。
          - ある日、森の中。 総集編（2016年4月8日配信）-（1）～（4.5）巻収録[37][38]。
          - ある日、森の中。 Ⅴ（5）（2017年5月19日配信）[39][40]
          - ある日、森の中。 Ⅵ（6）（2017年7月21日配信）[41][42]
          - ある日、森の中。 Ⅶ（7）（2017年8月18日配信）[43][44]
          - ある日、森の中。 Ⅷ（8）（2017年10月27日配信）[45][46]
- リバティ☆リバティ！（英語版）（幻冬舎、2005年5月24日発売、全1巻、ISBN 978-4-344-80558-3）[47]
- 不器用なサイレント（英語版）（リブレ出版、全6巻）[48]
  - 不器用なサイレント①（2006年8月10日発売、ISBN 978-4-86263-028-5）[49]
  - 不器用なサイレント②（2008年7月10日発売、ISBN 978-4-86263-429-0）[50]
  - 不器用なサイレント③（2010年9月10日発売、ISBN 978-4-86263-832-8）[51]
  - 不器用なサイレント④（2013年3月9日発売、ISBN 978-4-7997-1271-9）[52]
    - 不器用なサイレント④［特別版］（2013年3月9日発売、ISBN 978-4-7997-1272-6）[53]

  - 不器用なサイレント⑤（2015年3月10日発売、ISBN 978-4-7997-2504-7）[54]
  - 不器用なサイレント⑥［初回限定版］（2017年1月10日発売、ISBN 978-4-7997-3194-9）[55]
- きみ恋シリーズ
  - きみが恋に堕ちる（角川書店、2006年9月27日発売、全1巻、ISBN 978-4-04-853996-8）[56]
  - きみが恋に溺れる（角川書店、全3巻）
    - きみが恋に溺れる 1（2007年9月27日発売、ISBN 978-4-04-854132-9）[57]
    - きみが恋に溺れる 2（2009年5月28日発売、ISBN 978-4-04-854325-5）[58]
    - きみが恋に溺れる 3（2010年7月28日発売、ISBN 978-4-04-854499-3）[59]

  - きみが恋に乱れる（角川書店、全2巻）
    - きみが恋に乱れる 1（2012年11月29日発売、ISBN 978-4-04-120515-0）[60]
    - きみが恋に乱れる 2（2014年4月1日発売、ISBN 978-4-04-121079-6）[61]
- アクマのひみつ♥（英語版）（リブレ出版、2007年5月10日発売、全1巻、ISBN 978-4-86263-177-0）[62]
- ターニングポイント（フロンティアワークス、2009年4月22日発売、全1巻、ISBN 978-4-86134-318-6）[63]
- 花と蝶（角川書店、2016年3月1日発売、全1巻、ISBN 978-4-04-103667-9）[64]
- わななく牙のダリア（リブレ出版、既刊2巻、連載中）
  - わななく牙のダリア 1（2018年9月10日発売、ISBN 978-4-7997-3919-8）[65]
  - わななく牙のダリア 2（2020年4月10日発売、ISBN 978-4-7997-4731-5）[66]
- クズの取り柄（ソルマーレ編集部、電子書籍、2020年7月1日配信、イラスト1ページ+本編11ページ）- コミックシーモア15周年特別企画第6弾（作家陣による描き下ろし配信BL短編漫画）[67][68]。

### 画集
- 高永ひなこイラスト集 リトル・バタフライ and more（海王社、2013年5月25日発売、ISBN 978-4-7964-0385-6）[69]
- 高永ひなこイラスト集 恋する暴君（海王社、2013年5月25日発売、ISBN 978-4-7964-0347-4）[70]

### 本の表紙・挿絵

#### 雑誌
- 結婚BL（三交社、2019年6月10日発売、ISBN 978-4-8155-5023-3）[71]
- 獣・人外BL（リブレ出版、2015年6月10日発売、ISBN 978-4-7997-2588-7）[72]
  - 獣・人外BL Special（リブレ出版、2017年7月28日発売、ISBN 978-4-7997-3404-9）[73]

#### 小説
- Heat Up ヒート・アップ（白泉社、椎名りん著、1995年8月25日発売、ISBN 978-4-592-86147-8）[74]
- 凍らない水（白泉社、桜木知沙子著、1999年2月25日発売、ISBN 978-4-592-87092-0）[75]
- ワンダフル・ライフ（白泉社、桜木知沙子著、1999年9月25日発売、ISBN 978-4-592-87134-7）[76]
- 絶対の領分（角川書店、鹿住槙著、全4巻）
  - 絶対の領分 1（2001年10月31日発売、ISBN 978-4-04-437108-1）[77]
  - 絶対の領分 ２ 口説かれ上手の恋人（2001年12月26日発売、ISBN 978-4-04-437109-8）[78]
  - 絶対の領分 ３ 天下無敵ロマンス（2002年2月28日発売、ISBN 978-4-04-437110-4）[79]
  - 絶対の領分 ４ 遅れてきたタイミング（2002年4月27日発売、ISBN 978-4-04-437111-1）[80]
- 罪シリーズ
  - 有罪（ムービック、和泉桂著、2002年1月20日発売、ISBN 978-4-89601-559-1）[81]
    - 有罪［新装版］（フロンティアワークス、和泉桂著、2005年5月13日発売、ISBN 978-4-86134-075-8）[82]

  - 原罪（ムービック、和泉桂著、2002年9月20日発売、ISBN 978-4-89601-606-2）[83]
  - 贖罪（フロンティアワークス、和泉桂著、2003年11月22日発売、ISBN 978-4-86134-005-5）[84]
  - 堕罪（フロンティアワークス、和泉桂著、2004年10月20日発売、ISBN 978-4-86134-042-0）[85]
  - 恋罪（フロンティアワークス、和泉桂著、2014年11月13日発売、ISBN 978-4-86134-754-2）[86]
- 神官シリーズ
  - 神官は王に愛される（海王社、吉田珠姫著、2005年8月24日発売、ISBN 978-4-87724-508-5）[87]
  - 神官は王を狂わせる（海王社、吉田珠姫著、2007年3月30日発売、ISBN 978-4-87724-565-8）[88]
  - 神官は王を恋い慕う（海王社、吉田珠姫著、2007年12月25日発売、ISBN 978-4-87724-597-9）[89]
  - 神官は王を悩ませる（海王社、吉田珠姫著、2010年11月27日発売、ISBN 978-4-87724-949-6）[90]
  - 神官と王の切なき日々 -神官シリーズ番外短編集-（海王社、吉田珠姫著、2011年9月28日発売、ISBN 978-4-7964-0231-6）[91]
  - 神官は王に操を捧ぐ（海王社、吉田珠姫著、2015年4月28日発売、ISBN 978-4-7964-0712-0）[92]
  - 神官と王、夢幻のごとき日々 -神官シリーズ番外編集二-（海王社、吉田珠姫著、2016年1月28日発売、ISBN 978-4-7964-0800-4）[93]
- スイッチ（桜桃書房、杏野朝水著、2002年5月10日発売、ISBN 978-4-7567-1482-4）[94]
- 未熟なくちびるで（パラダイム、和泉桂著、2002年11月20日発売、ISBN 978-4-89490-284-8）[95]
- 夢でも逢いましょう♡（角川書店、葛城しずか著、2003年1月30日発売、ISBN 978-4-04-448801-7）[96]
- 恋のワナには逆らえない！（角川書店、葛城しずか著、2003年5月30日発売、ISBN 978-4-04-448802-4）[97]
- 最強（凶）プリンス～王子様は今日も迷惑（ハイランド、高円寺葵子著、2003年11月14日発売、ISBN 978-4-89486-298-2）[98]
- オレ様の王様。（角川書店、三沢ナカ著、2004年1月30日発売、ISBN 978-4-04-450101-3）[99]
- 恋愛引力レベルMAX（幻冬舎、花月咲夜著、2004年3月12日発売、ISBN 978-4-344-80393-0）[100]
- 昼となく夜となく（ビブロス、ひちわゆか著、2004年4月20日発売、ISBN 978-4-8352-1546-4）[101]
- 愛できつく縛りたい（角川書店、きたざわ尋子著、全2巻）
  - 愛できつく縛りたい・上巻（2004年6月30日発売、ISBN 978-4-04-446208-6）[102]
  - 愛できつく縛りたい・下巻（2004年6月30日発売、ISBN 978-4-04-446209-3）[103]
- 放課後は校内ホストクラブ（ハイランド、水島忍著、2004年7月15日発売、ISBN 978-4-89486-305-7）
- 恋をするなら英国紳士（角川書店、樹生要著、2004年9月30日発売、ISBN 978-4-04-450202-7）[104]
- 溺れそうな衝動（幻冬舎、柊平ハルモ著、2004年12月28日発売、ISBN 978-4-344-80501-9）[105]
- 白衣シリーズ
  - 白衣は愛に染まる 1（ビブロス、浅見茉莉著、2005年6月15日発売、ISBN 978-4-8352-1750-5）[106]
  - 白衣は愛に染まる 2（ビブロス、浅見茉莉著、2006年1月17日発売、ISBN 978-4-8352-1832-8）[107]
  - 白衣の熱情（リブレ出版、浅見茉莉著、2007年10月19日発売、ISBN 978-4-86263-262-3）[108]
  - 白衣は情熱に焦がれて（リブレ出版、浅見茉莉著、2007年11月19日発売、ISBN 978-4-86263-283-8）[109]
- 白鷺シリーズ
  - キスは大事にさりげなく（角川書店、崎谷はるひ著、2005年6月30日発売、ISBN 978-4-04-446811-8）[110]
  - 夢はきれいにしどけなく（角川書店、崎谷はるひ著、2005年11月30日発売、ISBN 978-4-04-446812-5）[111]
  - 恋は上手にあどけなく（角川書店、崎谷はるひ著、2006年3月31日発売、ISBN 978-4-04-446813-2）[112]
  - 平行線上のモラトリアム（角川書店、崎谷はるひ著、2007年6月30日発売、ISBN 978-4-04-446821-7）[113]
  - 垂直線上のストイシズム（角川書店、崎谷はるひ著、2007年11月30日発売、ISBN 978-4-04-446822-4）[114]
  - 蜜は夜よりかぎりなく（角川書店、崎谷はるひ著、2008年3月29日発売、ISBN 978-4-04-446823-1）[115]
- 恋をしてはいけない（ビブロス、吉田ナツ著、2006年3月15日発売、ISBN 978-4-8352-1865-6）[116]
- コイゴコロ（成美堂出版、水壬楓子著、2006年6月10日発売、ISBN 978-4-415-08890-7）[117]
- 純愛本能（海王社、柊平ハルモ著、2006年6月28日発売、ISBN 978-4-87724-533-7）[118]
- 愛される小児科医の受難（角川書店、天野かづき著、2006年8月31日発売、ISBN 978-4-04-449406-3）[119]
- 一緒に暮らそう（フロンティアワークス、森本あき著、2006年11月13日発売、ISBN 978-4-86134-161-8）
- 咲きほこる蜜月（白泉社、真船るのあ著、2008年2月19日発売、ISBN 978-4-592-87546-8）[120]
- 成澤准教授の最後の恋（角川書店、高遠琉加著、2009年12月26日発売、ISBN 978-4-04-455004-2）[121]
  - 葛城副編集長の最後の賭け（角川書店、高遠琉加著、2011年4月28日発売、ISBN 978-4-04-455042-4）[122]
- 恋は危うく香りたつ（集英社、あさぎり夕著、2010年6月1日発売、ISBN 978-4-08-601415-1）[123]
- 坊っちゃん［朗読CD付］（海王社、夏目漱石著、木村良平朗読、2012年10月25日発売、ISBN 978-4-7964-0367-2）[124]